# Gulf Stream

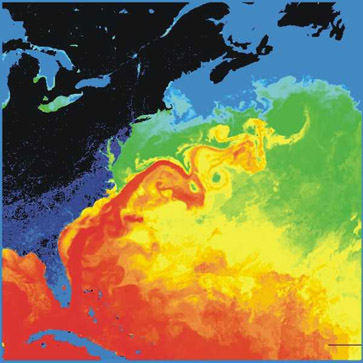
Nhiệt độ bề mặt ở vùng tây Bắc Đại Tây Dương: Vùng ở Bắc Mỹ có màu đen và xanh đậm (lạnh), còn Gulf Stream có màu đỏ (ấm). Nguồn: NASA

Gulf Stream (cùng với phụ lưu mở rộng về phía bắc là hải lưu Bắc Đại Tây Dương) là một dòng hải lưu ấm và chảy nhanh ở Đại Tây Dương bắt nguồn từ Vịnh Mexico, chảy qua eo biển Florida và tới biển phía đông của Hoa Kỳ, rồi chuyển hướng về phía đông gần vĩ độ 36°B (Bắc Carolina) và di chuyển về Tây Bắc Châu Âu với tên gọi hải lưu Bắc Đại Tây Dương. Quá trình lưu thông mạnh ở phía tây làm cho Gulf Stream trở thành hải lưu chảy nhanh về hướng bắc từ bờ biển phía đông của Bắc Mỹ. Ở quanh tọa độ 40°0′B 30°0′T / 40°B 30°T, dòng chảy chia làm hai phụ lưu: hải lưu Bắc Đại Tây Dương (hải lưu ở phía bắc) và hải lưu Canary (hải lưu ở phía nam, chảy tuần hoàn ở Tây Phi).
Gulf Stream tác động đến khí hậu của các khu vực ven biển ở Bờ Đông Hoa Kỳ từ Florida đến đông nam Virginia (gần vĩ độ 36°B) và ở mức độ rộng hơn là khí hậu của Tây Bắc Âu. Các nhà chuyên môn nhất trí rằng khí hậu Tây Bắc Âu ấm hơn các khu vực khác có cùng vĩ độ ít nhất một phần là do dòng hải lưu Bắc Đại Tây Dương mạnh. Đây là một phần của dòng hải lưu Bắc Đại Tây Dương. Sự hiện diện của Gulf Stream dẫn đến sự phát triển của đủ loại xoáy thuận mạnh, cả trong khí quyển lẫn đại dương.

## Lịch sử

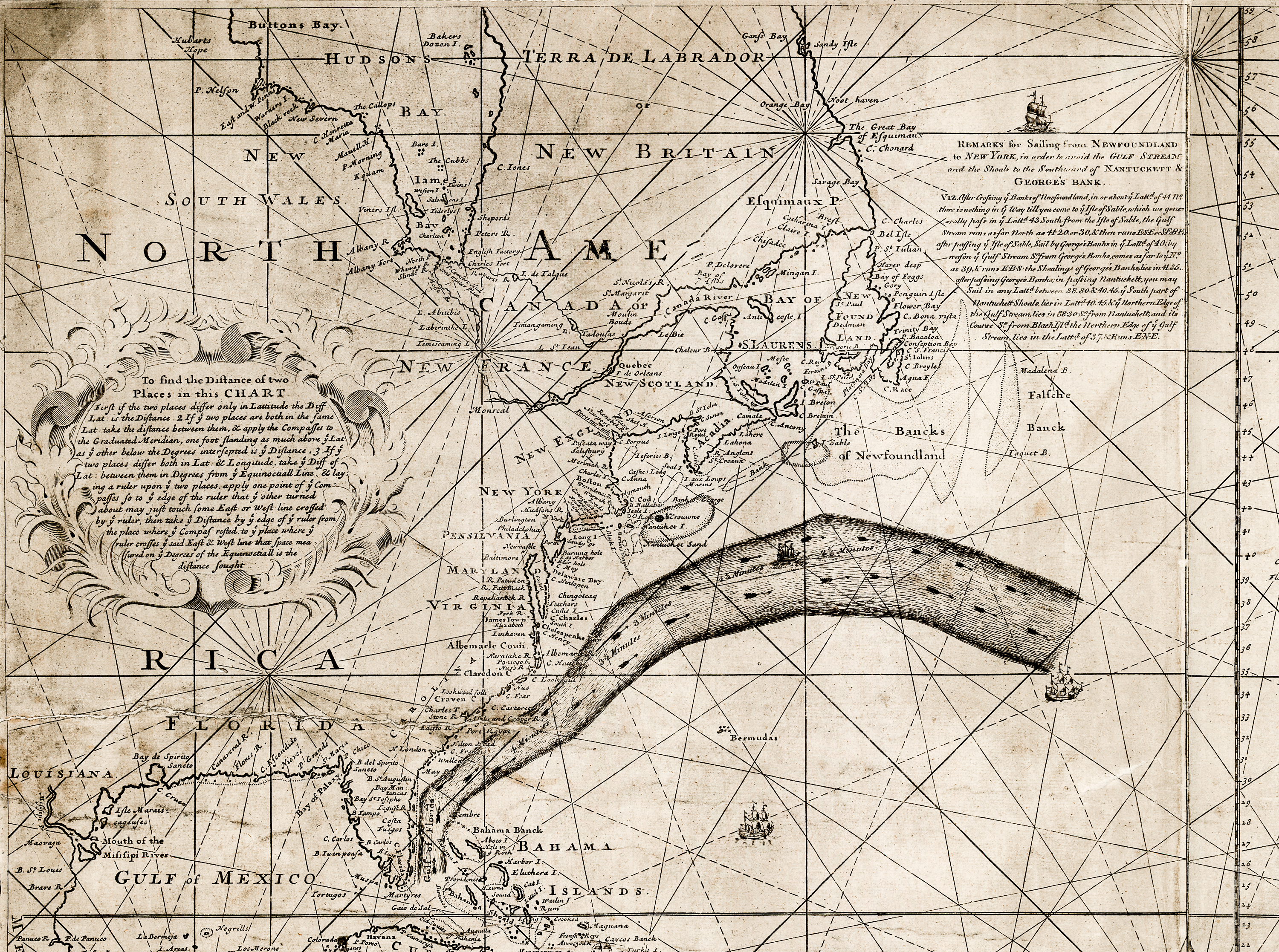
Bản đồ Gulf Stream của Benjamin Franklin được in ở Luân Đôn vào năm 1769

Hành trình khám phá Gulf Stream của người châu Âu bắt đầu từ chuyến thám hiểm năm 1512 của Juan Ponce de León, để rồi nó được các tàu của Tây Ban Nha sử dụng để lưu thông từ Caribe đến Tây Ban Nha. Một bản tóm tắt nhật ký hành trình của Ponce de León vào ngày 22 tháng 4 năm 1513 có ghi chép: "Một dòng hải lưu mà dù cho có gió lớn nhưng họ lại chẳng thể tiến về phía trước mà phải lùi lại, và dường như họ đang lưu thông thuận lợi; cuối cùng, họ biết rằng dòng hải lưu ấy mạnh hơn gió."
Nhà khoa học kiêm nhà lập quốc người Mỹ Benjamin Franklin đã dành sự quan tâm đến các mô hình lưu thông ở Bắc Đại Tây Dương. Năm 1768, trong lúc Franklin đang ở Anh thì nghe được một lời phàn nàn kỳ lạ từ Ủy ban Hải quan Thuộc địa: "Vì sao các gói hàng của Anh xuất phát từ Anh đến New York lại mất nhiều tuần hơn so với thời gian trung bình mà một tàu buôn của Mỹ đến Newport, Rhode Island, bất chấp các tàu buôn rời khỏi Luân Đôn và phải đi dọc theo sông Thames, rồi men theo chiều dài của eo biển Manche trước khi giong buồm vượt Đại Tây Dương, trong khi các gói hàng lại được vận chuyển từ Falmouth ở Cornwall?
Franklin có hỏi anh họ Timothy Folger (một thuyền trưởng tàu săn cá voi ở đảo Nantucket) để tìm câu trả lời. Folger giải thích rằng các tàu buôn thường xuyên vượt dòng hải lưu - được xác định nhờ quan sát tập tính của cá voi, đo nhiệt độ của nước và thay đổi màu nước - trong khi các thuyền trưởng gói thư đi theo chiều ngược lại. Franklin đã nhờ Folger phác thảo đường đi của dòng hải lưu trên bản đồ Đại Tây Dương và ghi chú thêm về cách tránh dòng hải lưu khi giong buồm từ Anh đến Mỹ. Rồi Franklin chuyển bản đồ cho Anthony Todd (thư ký của Bưu điện Anh). Bản đồ Gulf Stream của Franklin được in vào năm 1769 tại Luân Đôn, song nó bị đa số các thuyền trưởng người Anh ngó lơ. Một bản sao của bản đồ được in ở Paris vào khoảng năm 1770–1773, còn ấn bản thứ ba được Franklin xuất bản ở Philadelphia vào năm 1786.

## Đặc điểm
Hải lưu Gulf Stream có đặc điểm là chảy mạnh về hướng Tây, chủ yếu do ứng suất của gió. Năm 1958, nhà hải dương học Henry Stommel lưu ý, "thực ra có rất ít nước từ Vịnh Mexico chảy vào dòng hải lưu". Ngược lại, hải lưu Bắc Đại Tây Dương chủ yếu chịu sự điều khiển của luân chuyển nhiệt muối. Nó chứa dòng nước ấm chảy về phía đông bắc qua Đại Tây Dương làm cho Tây Âu và đặc biệt là Bắc Âu ấm áp và ôn hòa hơn so với bình thường.

## Hình thành và cách lưu thông

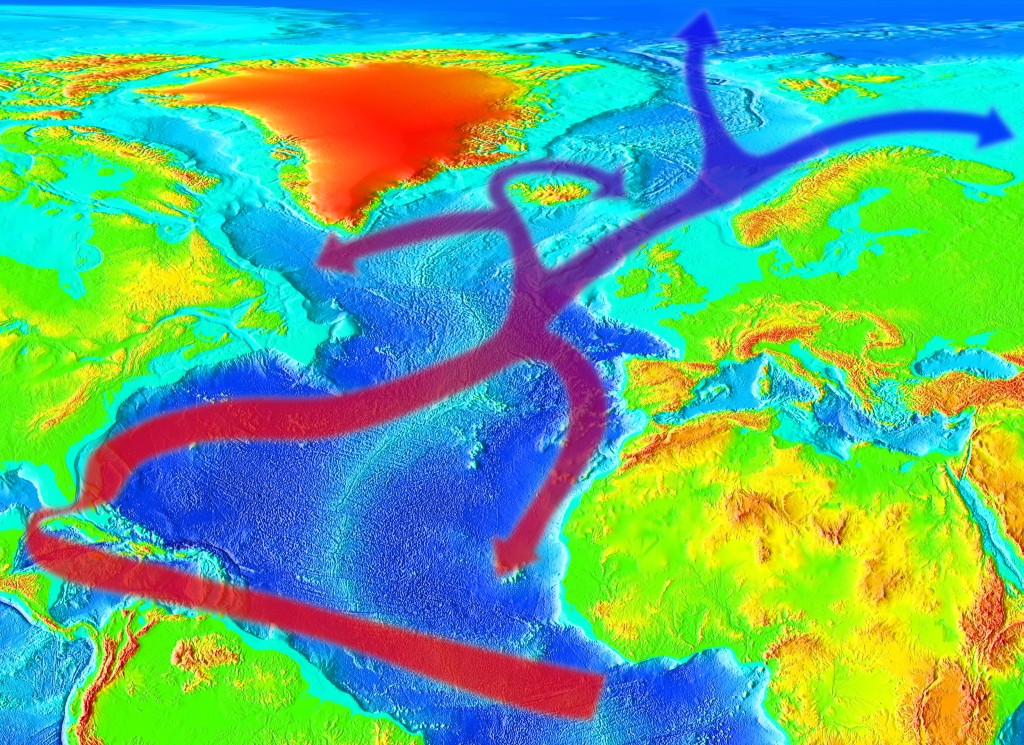
Gulf Stream phát triển về phía tây Ireland, với phụ lưu nối tiếp là Hải lưu Bắc Đại Tây Dương

Một dòng sông nước biển (có tên gọi là Hải lưu Bắc Xích đạo Đại Tây Dương) chảy về phía tây ngoài khơi bờ biển Trung Phi. Khi dòng hải lưu này tương tác với bờ biển phía đông bắc của Nam Mỹ, nó sẽ chia thành hai nhánh. Một nhánh đi vào biển Caribe, còn nhánh kia là hải lưu Antilles chảy về phía bắc và đông của Tây Ấn. Hai nhánh này nối lại phía bắc của eo biển Florida.
Gió mậu dịch thổi về phía tây vùng nhiệt đới, còn gió Tây ôn đới thì thổi về phía đông ở vĩ độ trung bình. Kiểu gió này gây ứng suất lên bề mặt đại dương cận nhiệt đới với độ rot âm trên phía bắc Đại Tây Dương. Kết quả là cân bằng Sverdrup dịch về phía xích đạo.
Do việc bảo tồn độ xoáy tiềm năng mà gió dịch chuyển về phía bắc gây ra ở ngoại vi phía tây của dãy núi cận nhiệt đới và độ xoáy tăng lên tương đối của nước chảy về hướng bắc, nên sự vận chuyển được cân bằng bởi dòng hải lưu hẹp, chảy mạnh về hướng cực. Dòng chảy này đi dọc theo biên giới phía tây của lưu vực đại dương, lớn hơn tác động của ma sát với dòng hải lưu biên phía tây và được gọi là dòng hải lưu Labrador. Việc bảo tồn độ xoáy tiềm năng còn gây ra những khúc rẽ dọc theo Gulf Stream, mà đôi khi chúng bị đứt gãy khi vị trí của Gulf Stream thay đổi, tạo thành các xoáy nước ấm và lạnh riêng biệt. Quá trình tổng thể này (còn gọi là sự tăng cường phía tây) làm cho các dòng hải lưu biên phía tây của của lưu vực đại dương (chẳng hạn như Gulf Stream) mạnh hơn các dòng hải lưu biên phía đông.
Kết quả là dòng hải lưu Gulf Stream trở thành dòng hải lưu mạnh. Nó vận chuyển nước với tỷ lệ 30 triệu mét khối/giây (30 sverdrup) qua eo biển Florida. Khi dòng chảy qua phía nam Newfoundland, tỷ lệ này tăng lên 150 sverdrup. Lưu lượng của Gulf Stream nhỏ hơn tổng lưu lượng của mọi con sông đổ ra Đại Tây Dương cộng lại (0,6 sverdrup). Tuy nhiên, nó lại yếu hơn hải lưu vòng Nam Cực. Với cường độ và độ gần của Gulf Stream, các bãi biển dọc theo Bờ Đông Hoa Kỳ có thể dễ bị tổn thương hơn trước những điểm mực nước lớn dị thường; chúng tác động đáng kể đến tỷ lệ xói mòn bờ biển.
Gulf Stream thông thường rộng 100 km (62 mi) và sâu từ 800 đến 1.200 m (2.600 đến 3.900 ft). Vận tốc của dòng hải lưu đạt mức tối đa ở gần bề mặt, với tốc độ thường rơi vào khoảng 2,5 m/s (5,6 mph). Khi chảy về phía bắc, nước ấm mà Gulf Stream sẽ trải qua quá trình làm mát bay hơi. Khâu làm mát do gió điều khiển; gió di chuyển lướt trên mặt nước gây ra bay hơi, làm mát nước, tăng độ mặn và mật độ của nó. Khi băng biển hình thành, muối bị đẩy khỏi tảng băng, quá trình ấy được gọi là loại bỏ nước muối. Hai quá trình này cho ra nước đặc và lạnh hơn (hay chính xác hơn thì nước vẫn ở dạng lỏng ở nhiệt độ thấp hơn). Ở Bắc Đại Tây Dương, nước đặc đến mức nó bắt đầu chìm xuống dưới lớp nước ít mặn hơn và ít đặc hơn (quá trình đối lưu tự nhiên tương tự như một cây đèn lava). Dòng khí lưu lạnh và đặc này mạnh theo chiều xuôi, trở thành một phần của Nước sâu Bắc Đại Tây Dương, một dòng chảy về phía nam. Rất ít rong biển nằm bên trong dòng hải lưu, mặc dù rong biển nằm thành từng cụm ở phía đông của dòng chảy.
Tháng 4 năm 2018, hai nghiên cứu được công bố trên tạp chí Nature cho thấy Gulf Stream chảy yếu nhất trong ít nhất 1.600 năm qua.

## Tác động cục bộ
Gulf Stream có tác động đến khí hậu của bán đảo Florida . Phần ngoài khơi bờ biển Florida, còn gọi là Hải lưu Florida, duy trì nhiệt độ nước trung bình tối thiểu là 24 °C (75 °F) vào mùa đông. Gió đông di chuyển trên vùng nước ấm này sẽ đưa không khí ấm từ hải lưu Gulf Stream vào đất liền, giúp giữ nhiệt độ trên toàn bang ôn hòa hơn những nơi khác trên khắp Đông Nam Hoa Kỳ vào mùa đông. Ngoài ra, độ gần của Gulf Stream với Nantucket, Massachusetts làm tăng thêm tính đa dạng sinh học của nó, bởi vì đây là giới hạn của giới thực vật cả phía bắc lẫn phía nam, thế nên Nantucket ấm hơn vào mùa đông so với đất liền.
Hải lưu Bắc Đại Tây Dương của Gulf Stream cùng với các dòng khí lưu ấm tương tự giúp giữ nhiệt ấm hơn cho Ireland và bờ tây của Vương quốc Anh so với bờ đông. Tuy nhiên, sự khác biệt rõ rệt nhất nằm ở quần đảo ven biển phía tây Scotland. Tác động đáng lưu ý của Gulf Stream và gió tây mạnh đến châu Âu xảy ra dọc theo bờ biển Na Uy. Vùng phía bắc của Na Uy nằm gần Bắc Cực, nơi phần lớn bị băng và tuyết che phủ vào mùa đông. Tuy nhiên, gần như toàn bộ bờ biển Na Uy vẫn không có băng và tuyết quanh năm. Hiệu ứng ấm lên mà Gulf Stream mang lại đã giúp phát triển và duy trì các khu định cư khá lớn trên bờ biển Bắc Na Uy, kể cả Tromsø (thành phố lớn thứ ba ở phía bắc Vòng Bắc Cực). Hệ thống thời tiết mà hải lưu Gulf Stream làm ấm tiến chậm vào Bắc Âu, đồng thời làm ấm khí hậu sau dãy núi Scandinavi.

## Dự đoán tương lai
Khả năng Gulf Stream ngừng chảy đã được một số ấn phẩm tin tức đưa tin. Báo cáo đánh giá thứ 6 của IPCC có nhắc cụ thể đến vấn đề này và nhận thấy rằng dựa trên các dự báo mô hình và kiến thức lý thuyết, Gulf Stream sẽ không ngừng chảy khi khí hậu ấm lên. Mặc dù Gulf Stream được dự đoán sẽ chậm lại do hải lưu AMOC yếu đi, nhưng nó sẽ không ngừng chảy, ngay cả khi AMOC có ngừng chảy chăng nữa. Tuy nhiên, sự chậm lại này có tác động đáng kể, gồm có mực nước biển dâng dọc theo bờ biển Bắc Mỹ, giảm lượng mưa ở các vĩ độ trung bình, thay đổi mô hình lượng mưa mạnh quanh châu Âu và vùng nhiệt đới cũng như các cơn bão mạnh hơn ở Bắc Đại Tây Dương.

## Tác động đến hình thành xoáy thuận

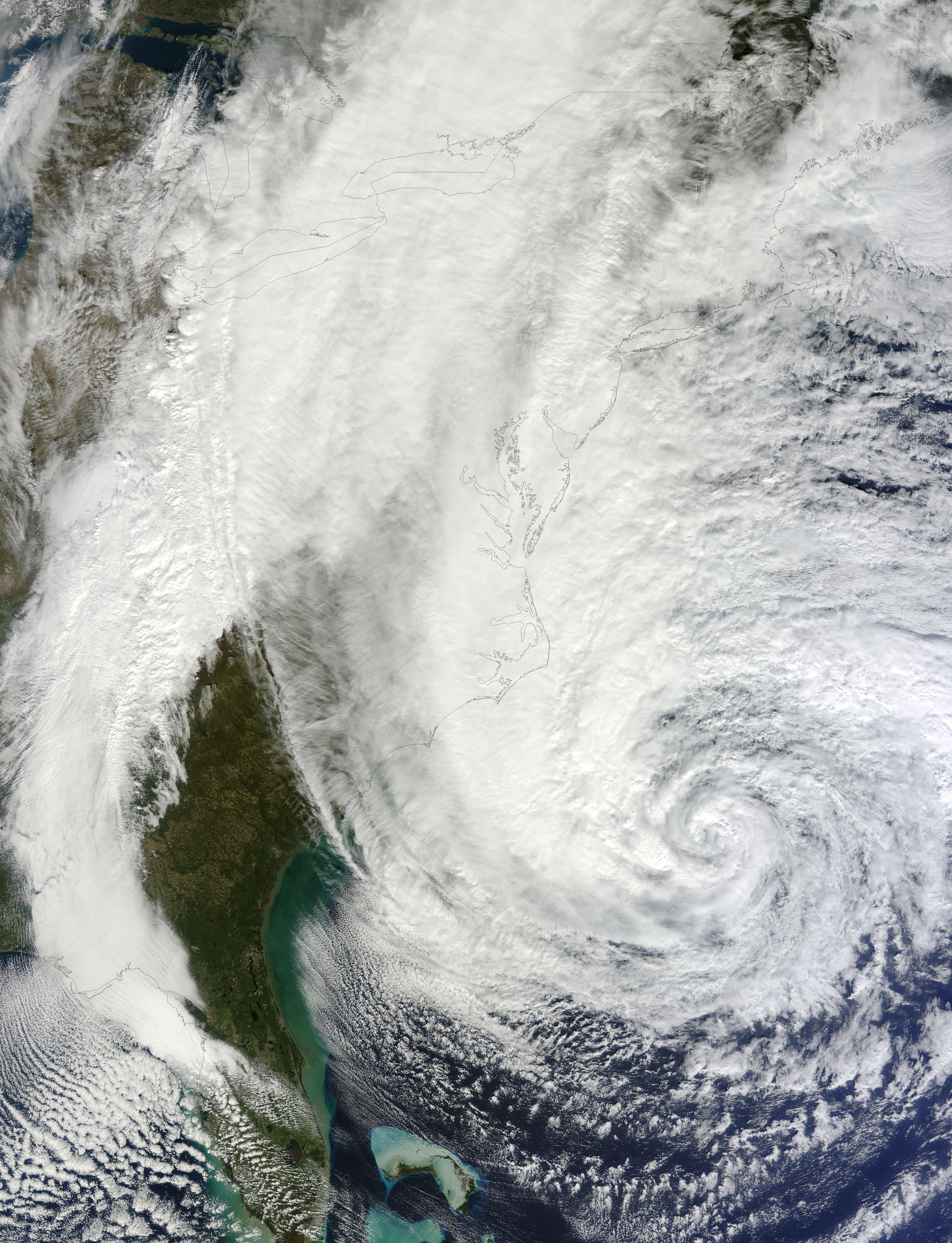
Bão Sandy mạnh lên dọc theo trục của Gulf Stream vào năm 2012

Sự tương phản giữa nước ấm và nhiệt độ dọc theo rìa Gulf Stream thường làm tăng cường độ của các xoáy thuận, xoáy thuận nhiệt đới hoặc các loại xoáy thuận khác. Điều kiện thường để hình thành bão nhiệt đới là nhiệt độ nước trên 26,5 °C (79,7 °F). Sự hình thành xoáy thuận nhiệt đới diễn ra phổ biến trên Gulf Stream, đặc biệt là vào tháng 7. Bão di chuyển về phía tây qua vùng biển Caribe rồi di chuyển theo hướng bắc và quay ngược về phía bờ đông Hoa Kỳ hoặc đi theo hướng tây bắc và đổ bộ vào Vịnh México. Những cơn bão như vậy có thể tạo gió mạnh và gây thiệt hại lớn ở các khu vực ven biển Đông Nam Hoa Kỳ. Bão Sandy năm 2012 là một ví dụ gần đây về một cơn bão quét qua Gulf Stream và mạnh lên.
Những xoáy thuận ngoài nhiệt đới mạnh được chứng minh là mạnh lên đáng kể dọc theo vùng front nông do Gulf Stream gây ra vào mùa đông. Xoáy thuận cận nhiệt đới cũng có xu hướng ra đời gần Gulf Stream. Khoảng 75% trường hợp trong những hệ thống như vậy đã được ghi nhận từ năm 1951 đến năm 2000, chúng hình thành gần dòng hải lưu ấm màu, với hai hoạt động đỉnh thường niên diễn ra vào tháng 5 và tháng 10. Những xoáy thuận trong đại dương tự hình thành dưới Gulf Stream kéo dài tới độ sâu 3.500 m (11.500 ft) dưới bề mặt đại dương.